# Digonis acuminata
Digonis acuminata là một loài bướm đêm trong họ Geometridae.